# 外新町
外新町（そとしんちょう）は、愛知県名古屋市中川区にある町名。現行行政地名は外新町1丁目から外新町4丁目。住居表示未実施。

## 地理
名古屋市中川区の南東部に位置し、南に八剱町、北に花塚町と神郷町と大山町、西に福川町、東に熱田区古新町に接する。

## 歴史

### 町名の由来
中野外新田のうち「外新」の字を取ったものである。

### 行政区画の変遷
- 1934年（昭和9年）11月1日 - 南区中野新町字イノ割・ロノ割・ハノ割および南区野立町字水落の各一部より同区外新町1丁目が、中野新町字ロノ割・ハノ割・ニノ割・ホノ割および野立町字水落の各一部より外新町2丁目が、中野新町字ロノ割・ニノ割・ホノ割および野立町字水落・段ノ上の各一部より外新町3丁目が、中野新町字ニノ割・ホノ割・ヘノ割・トノ割と野立町字子新田の各一部より外新町4丁目がそれぞれ成立[1]。
- 1937年（昭和12年）10月1日 - 南区外新町を中川区へ編入[1]。
- 1960年（昭和35年）3月25日 - 野立町字喧嘩池の一部を外新町1丁目に、野立町字水落の一部を外新町2・3丁目にそれぞれ編入[1]。

## 世帯数と人口
2019年（平成31年）1月1日現在の世帯数と人口は以下の通りである。
| 町丁   | 世帯数  | 人口    |
| ------ | ------- | ------- |
| 外新町 | 627世帯 | 1,351人 |

### 人口の変遷
国勢調査による人口の推移。
| 1995年（平成7年）  | 1,520人 |  |  |
| 2000年（平成12年） | 1,425人 |  |  |
| 2005年（平成17年） | 1,408人 |  |  |
| 2010年（平成22年） | 1,451人 |  |  |
| 2015年（平成27年） | 1,318人 |  |  |

### 世帯数の変遷
国勢調査による世帯数の推移。
| 1995年（平成7年）  | 517世帯 |  |  |
| 2000年（平成12年） | 525世帯 |  |  |
| 2005年（平成17年） | 559世帯 |  |  |
| 2010年（平成22年） | 604世帯 |  |  |
| 2015年（平成27年） | 588世帯 |  |  |

## 学区
市立小・中学校に通う場合、学校等は以下の通りとなる。また、公立高等学校に通う場合の学区は以下の通りとなる。
| 番・番地等 | 小学校               | 中学校                 | 高等学校 |
| ---------- | -------------------- | ---------------------- | -------- |
| 全域       | 名古屋市立玉川小学校 | 名古屋市立昭和橋中学校 | 尾張学区 |

## 施設
- 市営外新荘
- 外新町公園

## その他

### 日本郵便
- 郵便番号 : 454-0053[WEB 2]（集配局：中川郵便局[WEB 12]）。

### WEB
1. 1 2  “町・丁目(大字)別、年齢(10歳階級)別公簿人口(全市・区別)”.   名古屋市 (2019年1月23日). 2019年1月23日閲覧。
2. 1 2  “郵便番号”.  日本郵便. 2019年2月10日閲覧。
3. ↑  “市外局番の一覧”.   総務省. 2019年1月6日閲覧。
4. ↑  “中川区の町名一覧”.   名古屋市 (2015年10月21日). 2019年2月13日閲覧。
5. 1 2  総務省統計局 (2014年3月28日). “平成7年国勢調査の調査結果(e-Stat) - 男女別人口及び世帯数 －町丁・字等” (CSV). 2021年7月20日閲覧。
6. 1 2  総務省統計局 (2014年5月30日). “平成12年国勢調査の調査結果(e-Stat) - 男女別人口及び世帯数 －町丁・字等” (CSV). 2021年7月20日閲覧。
7. 1 2  総務省統計局 (2014年6月27日). “平成17年国勢調査の調査結果(e-Stat) - 男女別人口及び世帯数 －町丁・字等” (CSV). 2021年7月21日閲覧。
8. 1 2  総務省統計局 (2012年1月20日). “平成22年国勢調査の調査結果(e-Stat) - 男女別人口及び世帯数 －町丁・字等” (CSV). 2021年7月21日閲覧。
9. 1 2  総務省統計局 (2017年1月27日). “平成27年国勢調査の調査結果(e-Stat) - 男女別人口及び世帯数 －町丁・字等” (CSV). 2021年7月21日閲覧。
10. ↑  “市立小・中学校の通学区域一覧”.   名古屋市 (2018年11月10日). 2019年1月14日閲覧。
11. ↑  “平成29年度以降の愛知県公立高等学校（全日制課程）入学者選抜における通学区域並びに群及びグループ分け案について”.   愛知県教育委員会 (2015年2月16日). 2019年1月14日閲覧。
12. ↑  郵便番号簿 平成29年度版 - 日本郵便. 2019年02月10日閲覧 (PDF)

### 書籍
1. 1 2 3 4  中川倶楽部 1971, p. 40.
2. ↑  「角川日本地名大辞典」編纂委員会 1989, p. 573.

## 関連書籍
- 名古屋市計画局『なごやの町名』名古屋市計画局、名古屋、1992年3月31日。 NCID BN08352481。全国書誌番号:93012879。